# Гарсия, Хуан (баскетболист)
Хуан Гарсия Гарсия (исп. Juan García García; 2 июля 1926, Луарка, Астурия — 24 декабря 2003, Гуайнабо, Пуэрто-Рико) — кубинский баскетболист. Участник летних Олимпийских игр 1948 и 1952 годов.

## Биография
Хуан Гарсия родился 2 июля 1926 года в испанском городе Луарка.
В 1948 году вошёл в состав сборной Кубы по баскетболу на летних Олимпийских играх в Лондоне, занявшей 13-е место. Провёл 5 матчей, набрал 25 очков (14 в матчах со сборной Ирана, 8 — с Ирландией, 3 — с Мексикой).
В 1952 году вошёл в состав сборной Кубы по баскетболу на летних Олимпийских играх в Хельсинки, занявшей 14-е место. Провёл 6 матчей, набрал 20 очков (7 в матче со сборной Франции, 7 — с Бельгией, 5 — с Египтом, 1 — с Болгарией).
Умер 24 декабря 2003 года в городе Гуайнабо в Пуэрто-Рико.